# Zuiderzeewerken

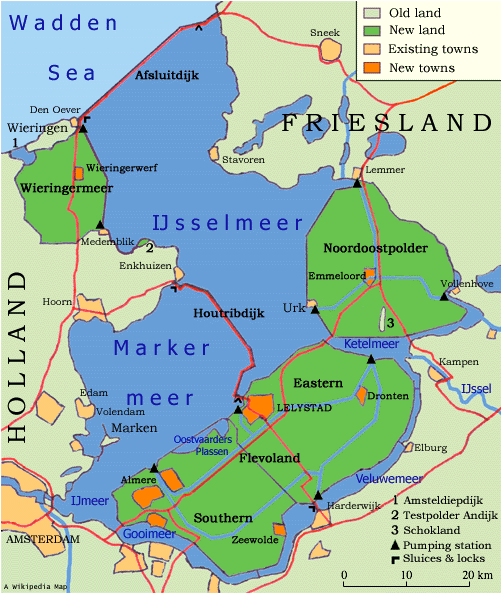
I Zuiderzeeworken trasformarono l'insidioso Zuiderzee nell'IJsselmeer

Gli Zuiderzeewerken /'zʌʏdərze:ˌʋɛrkə/ (letteralmente i lavori del Mare Meridionale) sono un sistema artificiale di dighe, drenaggi di acqua e successive bonifiche, il più grande progetto di ingegneria idraulica intrapreso dai Paesi Bassi durante il XX secolo. Il progetto prevedeva lo sbarramento dello Zuiderzee, una grande insenatura poco profonda del Mare del Nord, e la bonifica dei terreni dalle acque appena sbarrate, con la realizzazione di polder. I suoi scopi principali furono il miglioramento della protezione dalle inondazioni e la creazione di altri terreni per l'agricoltura.

## Storia
Benché fossero esistiti altri progetti per il recupero dello Zuiderzee da moltissimi anni, Cornelis Lely fu il primo, nel 1891, a presentare tecnicamente un piano che tenesse in considerazione i vantaggi e gli svantaggi, l'impatto economico, il costo del progetto e i rischi.
Nel 1913, quando la maggioranza della popolazione era ancora ostile al progetto, seguendo i consigli di Lely, la Regina Guglielmina annunciò nel Discorso della Regina che era giunto il tempo di cominciare la bonifica dello Zuiderzee. Due argomenti giocarono a suo favore: anche se i Paesi Bassi si proclamarono neutrali e non furono direttamente coinvolti, lo scoppio della prima guerra mondiale causò penuria di cibo; avere avuto terre coltivabili a disposizione avrebbe fatto la differenza. Inoltre lo choc provocato dall'inondazione del 1916 contribuì, il 13 giugno 1918, all'approvazione dell'avvio dei lavori dello Zuiderzee da parte del parlamento dei Paesi Bassi.
Il vantaggio del suo progetto fu quello dell'accorciamento della costa: con centinaia di chilometri di costa dello Zuiderzee, era molto difficile mantenere una barriera efficace. I lavori consistettero nella connessione dell'isola di Wieringen con l'Olanda Settentrionale (29 giugno 1920, 31 luglio 1924), la costruzione dell'Afsluitdijk e la relativa chiusura dello Zuiderzee (gennaio 1927, 23 maggio 1932), il prosciugamento del Wieringermeer polder (1927, 31 agosto 1930), il prosciugamento del Noordoostpolder (1936, 9 settembre 1942), il prosciugamento della parte orientale del Flevopolder (1950, 29 giugno 1957) e il prosciugamento della parte meridionale del Flevopolder (1959, 29 maggio 1960). Un altro polder, previsto dove oggi si trova il Markermeer fu progettato, i lavori furono avviati, ma non fu mai realizzato.